# Laški Rovt
Laški Rovt este o localitate din comuna Bohinj, Slovenia, cu o populație de 39 de locuitori.